# Esmeralda (Trinidad y Tobago)
Esmeralda es una localidad de Trinidad y Tobago, que forma parte del borough de Chaguanas.

## Geografía
La localidad abarca parte de la isla Trinidad y limita al norte con Jerningham Junction, al sur con Enterprise, al este con Welcome (Couva-Tabaquite-Talparo) y Longdenville y al oeste con Jerningham Junction, Homeland Gardens y Enterprise.

## Demografía
Datos demográficos de la localidad de Esmeralda:
| Gráfica de evolución demográfica de Esmeralda entre 2000 y 2011 |
|                                                                 |